# هانس تئودور بوخرر
هانس تئودور بوخرر(به آلمانی: Hans Theodor Bucherer) شیمیدان آلمانی بود که بین سال‌های ۱۸۶۹ تا ۱۹۴۹ میلادی می‌زیست.